# Apoboleus globulifera
Apoboleus globulifera är en insektsart som först beskrevs av Karsch 1896.  Apoboleus globulifera ingår i släktet Apoboleus och familjen gräshoppor. Inga underarter finns listade i Catalogue of Life.